# Аргентино-армянские отношения
Аргентино-армянские отношения — двусторонние дипломатические отношения между Аргентиной и Арменией. Армянская диаспора в Аргентине является крупнейшей в Латинской Америке и насчитывает около 120 000 человек.

## История
В 1892 году в Аргентину прибыла первая волна армянских мигрантов, в основном из Египта и Сирии. Во время Первой мировой войны несколько тысяч армянских мигрантов прибыли в Аргентину, некоторые из них пережили геноцид, осуществлённый силами Османской империи. В мае 1918 года Армения провозгласила независимость от Российской империи под названием Первая Республика Армения. В 1920 году Аргентина признала независимость Армении и между странами были установлены дипломатические отношения. В декабре 1920 года Рабоче-крестьянская Красная армия вступила на территорию Армении и эта страна была включена в состав Советского Союза. В 1962 году был образован футбольный клуб армянской общины провинции Буэнос-Айрес.
26 декабря 1991 года Армения восстановила независимость после распада Советского Союза. 17 января 1992 года Аргентина и Армения установили дипломатические отношения. В июне 1992 года президент Армении Левон Тер-Петросян посетил с официальным визитом Аргентину. В 1993 году Армения открыла посольство в Буэнос-Айресе. В 1998 году президент Аргентины Карлос Менем посетил с официальным визитом Армению. В 2009 году Аргентина открыла посольство в Армении.

## Признание Аргентиной геноцида армян
В сентябре 1987 года президент Аргентины Рауль Альфонсин выступил с речью перед армянской общиной страны и заявил, что признаёт геноцид армян. В 1995 году президент Аргентины Карлос Менем наложил вето на закон, который признавал геноцид армян. 11 января 2007 года президент Аргентины Нестор Киршнер подписал закон об официальном признании геноцида армян.

## Визиты на высоком уровне
Из Аргентины в Армению:
- президент Карлос Менем (1998)
- министр иностранных дел Аргентины Рафаэль Биельса (2005)
- министр иностранных дел Хорхе Тайана (2010)
- вице-президент Амадо Буду (2013)
- министр иностранных дел Эктор Тимерман (2012)

Из Армении в Аргентину:
- президент Левон Тер-Петросян (1992)
- министр иностранных дел Ваган Папазян (1994)
- министр иностранных дел Вардан Осканян (2000)
- президент Роберт Кочарян (2002)
- министр иностранных дел Эдвард Налбандян (2011)
- президент Серж Саргсян (2014)

## Двусторонние соглашения
После восстановления дипломатических отношений в 1992 году Аргентина и Армения подписали двусторонние соглашения, такие как: Соглашение о сотрудничестве между двумя странами (1992 год); Соглашение о привлечении и взаимной защите инвестиций (1993 год); Соглашение о торгово-экономическом сотрудничестве (1994 год); Соглашение о научно-техническом сотрудничестве (1994 год); Соглашение о сотрудничестве в области использования ядерной энергии в мирных целях (1998 год); Соглашение о сотрудничестве в области культуры и образования (1998 год); Соглашение о сотрудничестве в сфере туризма (2002 год); Соглашение об отмене визовых требований для владельцев обычных паспортов (2011 год); Соглашение о программе трудового отпуска (2014 год) и Соглашение об экономическом сотрудничестве (2014 год).

## Торговля
В 2018 году объём товарооборота между странами составил сумму 9,2 миллиона долларов США. Экспорт Аргентины в Армению: мясо, сахар и табак. Экспорт Армении в Аргентину: трикотаж и одежда. Аргентина является пятым по величине иностранным инвестором в экономику Армении.

## Дипломатические представительства
- Аргентина имеет посольство в Ереване[11].
- Армения содержит посольство в Буэнос-Айресе[12].